# Rhagodes aegypticus
Rhagodes aegypticus är en spindeldjursart som beskrevs av Roewer 1933. Rhagodes aegypticus ingår i släktet Rhagodes och familjen Rhagodidae. Inga underarter finns listade i Catalogue of Life.